# Schmitten (Friburgo)
Schmitten (antiguamente en francés Favarges) es una comuna suiza del cantón de Friburgo, situada en el distrito de Sense. Limita al norte con las comunas de Bösingen y Wünnewil-Flamatt, al este con Sankt Antoni, al sur con Tafers, y al oeste con Düdingen.
La comuna está compuesta por las localidades de: Berg, Burg, Fillistorf, Lanthen, Mühlethal, Ried y Tützenberg.